# Delahaye Type 107
Der Delahaye Type 107 ist ein Pkw-Modell aus den 1920er Jahren. Hersteller war Automobiles Delahaye in Frankreich.

## Beschreibung
Ein Fahrzeug wurde 1925 als Prototyp präsentiert. Die Serienfertigung lief von 1926 bis 1929. Nachfolger wurde der Delahaye Type 105.
Der Vierzylinder-Ottomotor war in Frankreich mit 10 CV eingestuft. Er hat 72 mm Bohrung, 110 mm Hub, 1791 cm³ Hubraum und leistet 38 PS. Er ist vorn im Fahrgestell eingebaut und treibt die Hinterachse an. Die erste Serie gab es bis 1927 als Tourenwagen und Limousine. 90 km/h Höchstgeschwindigkeit sind möglich. 500 Fahrzeuge wurden gefertigt.
Modellpflege führte 1927 zum Type 107 M. Einige Anpassungen wie die Rechtslenkung und ein anderer Kühlergrill hatten ihren Ursprung darin, dass Delahaye und Chenard & Walcker eine Zusammenarbeit vereinbart hatten. Bekannt sind die Karosseriebauformen viersitziger Tourenwagen, Limousine, Faux Cabriolet, Cabriolet, viersitzige Limousine von Manessius und Pullman-Limousine mit Klappsitzen. Daneben gab es Nutzfahrzeugaufbauten wie Pick-up und Kastenwagen. Insgesamt entstanden 2605 Fahrzeuge des Type 107 M. Der Radstand beträgt 311 cm.
Für ein erhaltenes Fahrzeug von 1928 sind 312 cm Radstand, 135 cm Spurweite, 430 cm Fahrzeuglänge, 163 cm Fahrzeugbreite und 1500 kg Leergewicht bekannt.
Ein erhaltenes Nutzfahrzeug auf dieser Basis wurde 2019 zweimal auf Auktionen angeboten, fand aber zu einem Schätzpreis von 8.000 bis 10.000 Pfund Sterling keinen Käufer.